# Carlo Tivaroni
Carlo Tivaroni (Zara, 4 novembre 1843 – Venezia, 6 luglio 1906) è stato uno storico e politico italiano.

## Biografia
Nel 1864 partecipò alla tentata insurrezione in Trentino-Alto Adige, ma solo nel 1866 poté realmente mettersi in mostra partecipando alla terza guerra d'indipendenza italiana.
Nel 1882 venne eletto deputato al Parlamento del Regno d'Italia, carica che conservò fino al 1886. È ricordato come storico, a dir la verità abbastanza agiografico, del Risorgimento (Storia critica del Risorgimento italiano, 1897), che presentò come l'eroica conquista della libertà da parte del popolo italiano.